# Gli innamorati
Gli innamorati è un film del 1955 diretto da Mauro Bolognini, presentato in concorso al 9º Festival di Cannes.

## Trama
Nando, proprietario di un'officina meccanica, per arrotondare le sue entrate si dedica ai fotoromanzi scatenando la gelosia della fidanzata Marisa. Otello, che lavora come barbiere, ama sinceramente Adriana, sorella di Nando, che però è stata promessa a Franco il quale cede alle lusinghe della sora Ines, proprietaria assieme al marito sor Cesare, della trattoria del quartiere.
Ines, stanca di restare chiusa in casa, va in una sala da ballo, nonostante l'opposizione del marito e incontra Franco con il quale balla e Adriana può finalmente fidanzarsi con Otello.
Franco cerca in tutti i modi di riconquistare Adriana e complice una fuga in moto i due si rappacificano.

## Produzione
Realizzato con mezzi limitati, girato quasi tutto in esterni a Roma, è un film che racconta varie storie d'amore, intrecciate tra loro.
Cosetta Greco è doppiata da Andreina Pagnani in uno dei suoi rari doppiaggi in dialetto romano. Nino Manfredi, oltre ad interpretare un ruolo, funge anche da voce narrante: tutti gli avvenimenti narrati sono osservati con gli occhi del personaggio di Otello.